# برم شاهزاده عبدالله
برم شاهزاده عبدالله، روستایی در دهستان واجل بخش مرکزی شهرستان صیدون در استان خوزستان ایران است. نام دیگر این روستا مرغزار می باشد. بسیار خوش‌آب‌و‌هوا، دارای زمین‌های چمن طبیعی و چشمه های آب سرد از دل کوه است.

## جمعیت
بر پایه سرشماری عمومی نفوس و مسکن در سال ۱۳۹۵، جمعیت این روستا برابر با ۲۳۸ نفر (۵۲ خانوار) بوده‌است.